# Acalypha depauperata
Acalypha depauperata är en törelväxtart som beskrevs av Johannes Müller Argoviensis. Acalypha depauperata ingår i släktet akalyfor, och familjen törelväxter. Inga underarter finns listade i Catalogue of Life.